# گمینا اوشتسک
گمینا اوشتسک (به لهستانی:  Gmina Osieck) یک گمینا در لهستان است که در شهرستان اوتووتسک واقع شده‌است. گمینا اوشتسک ۶۷٫۵ کیلومتر مربع مساحت و ۳٬۴۳۶ نفر جمعیت دارد.